# 烏里托爾科山 (阿根廷)
30°50′39″S 64°28′34″W / 30.84417°S 64.47611°W

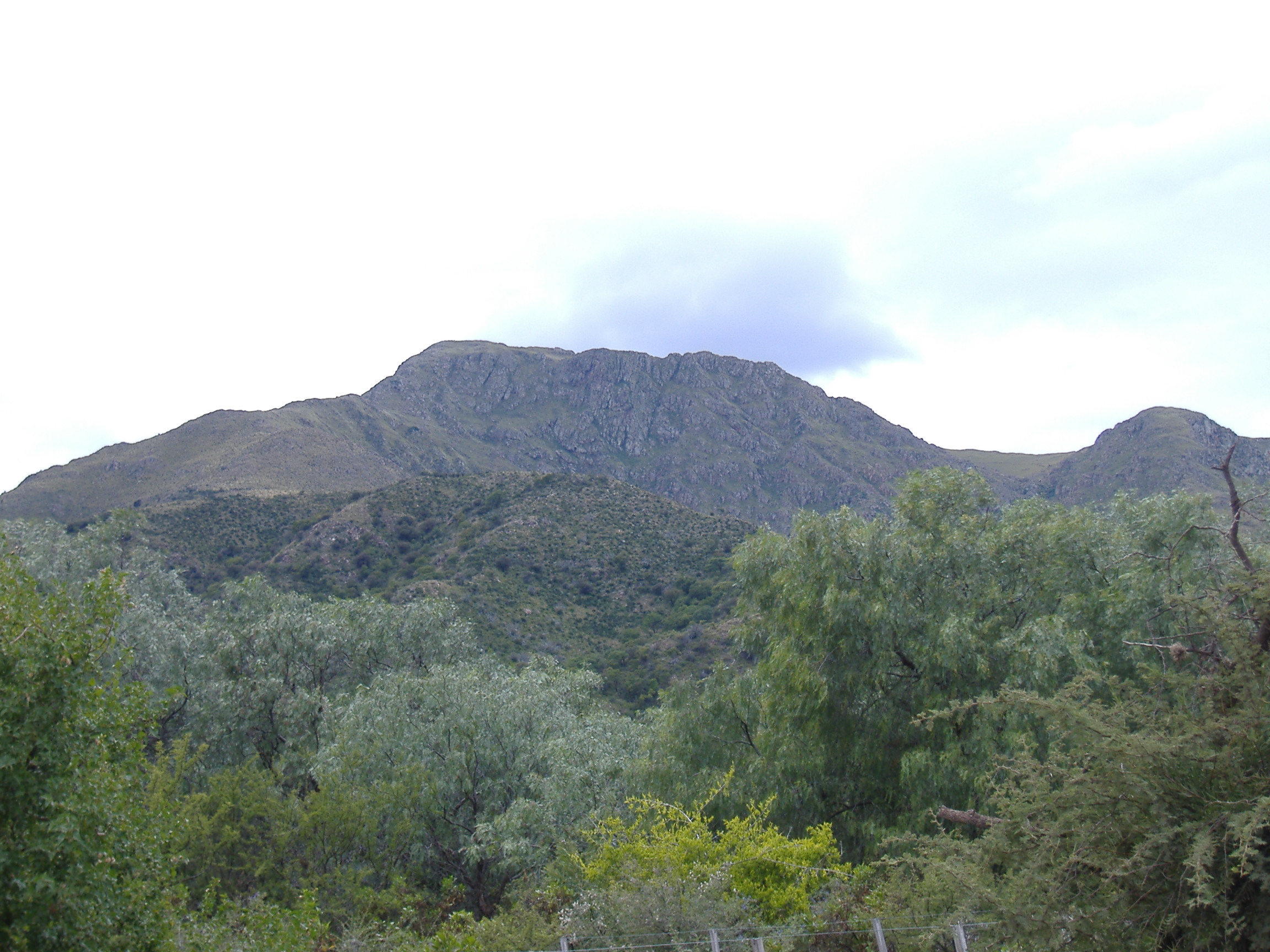

烏里托爾科山（西班牙語：Uritorco），是阿根廷的山峰，位於該國中部科爾多瓦省，距離卡皮亞德爾蒙特3公里，海拔高度1,949米，該山峰在2012年12月21日因2012年預言封山。